# 아이린 (모델)
아이린(본명: 김혜진, 1987년 11월 6일 ~ )은 대한민국의 모델이다.

## 해외 활동
- 2014~ 해외 패션위크 글로벌 인플루언서 활약
- 월드와이드 캠페인 : 알도(ALDO), 에스티로더(estee lauder)

## 방송 활동
- On Style '프로젝트 런웨이 올스타전'
- On Style '겟잇스타일'
- Mnet USA 'K STYLE ‘ 시즌1~ 시즌3 MC
- FashionN '팔로우미3'
- SBS 런닝맨
- tvN ‘MUST’
- MBN '헬로우, 방 있어요?'
- KBS 2TV 해피투게더 4
- jtbc 아는형님
- NQQ 위플레이 시즌2
- 업글언니
- MBC 전지적참견시점
- SBS 골 때리는 그녀들

## 뮤직비디오
- 주영 '네게 난'
- 바빌론 'PRAY'

## 광고
- 탑텐, 두타면세점, 세컨플로어, ABC 마트, 베이직하우스, 럭키슈에뜨, 이니스프리, 루나 , 닉스, 에고이스트, 아디다스, 플레이노모어 콜라보, 시슬

## 국내 패션쇼
- Seoul Fasion Week(Miss Gee, Steve J & Yoni P, Lie Sang Bong, Jardin De Chouette, Johnny Hates Jazz, 박춘무, 계한희, 박윤수, 이지은, 이지연, 송유진, 이수우, luckychouette, SURREAL BUT NICE, Rshemiste, 정미선, 최지형, 박윤수, 오유경, CJ오쇼핑, 주효순, 곽현주, 맥앤로건), PartspARTS, Jaison Couture, Big Park, Cres Diem, Vivienne Westwood, Rachel Comey, Project Runway, LAMB, Gretchen Jones, 3 As Four, DKNY, Dior trunk show, Son Jung Won, LEBEIGE, Lacoste) 그 외 다수

## 매거진
- Vogue, W, Singles, Allure, Nylon, Cosmopolitan, Elle girl, Vogue Girl, Ceci, Dazed, Sure, Bling, Maps, Style H, Wannagirls, Marie Claire, Super Culture, Instyle 그 외 다수

## 기타 경력
- 청담 'Beaker' 콜라보레이션 진행
- 아이린X플레이노모어 콜라보레이션 진행
- Stella McCartney X Mytheresa 콜라보레이션 진행
- 2022년 아시아모델어워즈 진행